# 過海隧道巴士690線
過海隧道巴士690線是香港東區海底隧道巴士路線，來往康盛花園及中環（交易廣場），由九巴及城巴聯合經營，提供康盛花園、翠林、寶林、藍田來往北角、銅鑼灣、灣仔、金鐘、中環的過海隧道巴士服務。
本線逢星期一至五繁忙時間另設有特快線690P，途經北角至銅鑼灣一段的東區走廊。
2002年8月18日，港鐵將軍澳綫正式通車，本線和692線因與港鐵重叠，而被運輸署建議取消，但遭受居民反對，最終692線於2013年11月30日被取消，而本線獲得保留，並成為將軍澳目前僅有的兩條全日專營過海巴士路線之一（另一條為694線）。

## 歷史
- 1990年8月13日：690投入服務，由九巴及中巴聯營，當時來往寶林及中環(港澳碼頭)，只在平日繁忙時間行走，是將軍澳首條專利過海巴士路線，亦是新界區首條東隧專利過海巴士路線，以及繼170線與182線後新界區第三條常規專利過海巴士路線和該區第三條常規聯營巴士路線。
- 1990年11月9日：改經新通車的將軍澳隧道，成為首條途經將軍澳隧道的巴士路線，新界總站遷往康盛花園，不再繞經寶琳路及秀茂坪道。
- 1993年初：本線提升至平日全日提供服務，假日停開。
- 1993年12月5日：本線在假日亦提供服務。
- 1994年6月16日：本線平日尾班車延長至23:00，為首條東隧過海路線提供深夜服務。
- 1994年8月9日：九巴加入空調巴士行走本線。
- 1995年4月9日：本線假日亦延長服務時間至23:00。
- 1998年9月1日：中巴專營權結束，改為九巴及城巴聯營，成為城巴首條服務西貢區的專利巴士路線。
- 2000年5月2日：為配合運輸署下令將軍澳往中環的居民巴士停辦，城巴獨營之690P線投入服務，由佳景路（景林對出）單向往港澳碼頭，經東區走廊及告士打道，不經北角及炮台山。九巴由於不滿690P線為城巴獨營線，便於翌日加派691特快車到佳景路搶客。
- 2001年3月5日：690P改由寶林巴士總站開出。
- 2001年4月23日：690P增設平日下午由中環港澳碼頭至康盛花園的回程服務，改經新都城二期，不經英皇道，九巴亦正式加入，與城巴聯合經營，而原有 690 早上由康盛花園開出不經北角的特快班次，亦於同日正名為 690P，由寶林開出班次，則改以特別班次形式開出。
- 2001年9月16日：690加設由英皇道天后站往康盛花園的分段收費 $14.10。
- 2002年9月9日：因應地鐵將軍澳線通車，690及690P改為全空調服務，港島區總站由港澳碼頭縮短至交易廣場、調整班次及降低全程收費至$12.80。690P則取消由寶林往中環港澳碼頭之特別班次。
- 2005年8月15日：690往康盛花園方向改經欣景路。
- 2008年6月8日：690及690P全程收費提升至$13.40；同時，分段收費亦調整票價。
- 2008年12月13日：690P取消星期六下午由中環往康盛花園的服務，而690則修改星期六之班次[1][2]。
- 2011年11月14日：690P取消星期一至五下午往康盛花園的服務。
- 2013年11月30日：增設與296M及798線之八達通轉乘優惠，以配合692線取消服務[3]。
- 2014年1月19日：星期一至六07:23後、星期日及公眾假期全日由康盛花園開出的班次駛經英皇道近炮台山站後，改經清風街天橋、維園道、內告士打道、夏慤道、昃臣道及干諾道中前往中環，不再途經高士威道、禮頓道及軒尼詩道[4][5][6]。
- 2014年7月6日：本路線九巴自行命名「砵典乍街」巴士站正式跟隨城巴新巴命名「域多利皇后街」，亦成為最後一個九巴改為跟隨城巴新巴命名的巴士站。
- 2016年5月23日：九巴班次增設到站時間預報。
- 2018年5月28日：城巴班次增設實時抵站時間查詢服務。
- 2019年4月1日：690P修改星期一至五之班次，並取消星期六的服務[7]。
- 2020年10月2日：往將軍澳方向加停將軍澳隧道巴士轉乘站。[8]
- 2021年5月1日：往中環方向加停將軍澳隧道巴士轉乘站，增設跨公司八達通轉乘優惠（僅限由其他路線轉乘本線往中環，及由本線轉乘其他路線往將軍澳）。[9]

## 服務時間及班次
690
| 康盛花園開       | 康盛花園開   | 康盛花園開   | 中環（交易廣場）開 | 中環（交易廣場）開  | 中環（交易廣場）開  |
| 日期             | 服務時間     | 班次（分鐘） | 日期               | 服務時間            | 班次（分鐘）        |
| ---------------- | ------------ | ------------ | ------------------ | ------------------- | ------------------- |
| 星期一至五       | 06:00-06:30  | 30           | 星期一至五         | 06:25-07:40         | 25                  |
| 星期一至五       | 07:00-07:40  | 20           | 星期一至五         | 08:05、08:30、09:00 | 08:05、08:30、09:00 |
| 星期一至五       | 08:00-09:00  | 20           | 星期一至五         | 09:30-10:25         | 25                  |
| 星期一至五       | 09:20-10:10  | 25           | 星期一至五         | 10:45-11:35         | 25                  |
| 星期一至五       | 10:40-11:40  | 30           | 星期一至五         | 12:05-13:05         | 30                  |
| 星期一至五       | 12:10-13:10  | 30           | 星期一至五         | 13:35-14:35         | 30                  |
| 星期一至五       | 13:40-14:40  | 30           | 星期一至五         | 15:05-16:05         | 30                  |
| 星期一至五       | 15:10-16:10  | 30           | 星期一至五         | 16:30               | 16:30               |
| 星期一至五       | 16:40-17:40  | 30           | 星期一至五         | 16:55-17:35         | 20                  |
| 星期一至五       | 18:10-19:10  | 30           | 星期一至五         | 17:55-18:55         | 30                  |
| 星期一至五       | 19:40-20:40  | 30           | 星期一至五         | 19:20-20:35         | 25                  |
| 星期一至五       | 21:10-22:10  | 30           | 星期一至五         | 21:00               | 21:00               |
| 星期一至五       | 22:45、23:10 | 22:45、23:10 | 星期一至五         | 21:25-22:05         | 30                  |
| 星期一至五       |              |              |                    | 22:35-23:35         | 30                  |
| 星期六           | 06:00-07:00  | 30           | 星期六             | 06:25-07:40         | 25                  |
| 星期六           | 07:20、07:40 | 07:20、07:40 | 星期六             | 08:05、08:35        | 08:05、08:35        |
| 星期六           | 08:05-08:55  | 25           | 星期六             | 09:05-10:05         | 30                  |
| 星期六           | 09:20-10:10  | 25           | 星期六             | 10:35-11:35         | 30                  |
| 星期六           | 10:40-11:40  | 30           | 星期六             | 12:05-13:05         | 30                  |
| 星期六           | 12:10-13:10  | 30           | 星期六             | 13:35-14:35         | 30                  |
| 星期六           | 13:40-14:40  | 30           | 星期六             | 15:05-16:05         | 30                  |
| 星期六           | 15:10-16:10  | 30           | 星期六             | 16:35-17:35         | 30                  |
| 星期六           | 16:40-17:40  | 30           | 星期六             | 18:05-19:05         | 30                  |
| 星期六           | 18:10-19:10  | 30           | 星期六             | 19:35-20:35         | 30                  |
| 星期六           | 19:40-20:40  | 30           | 星期六             | 21:00               | 21:00               |
| 星期六           | 21:10-22:10  | 30           | 星期六             | 21:25-22:05         | 20                  |
| 星期六           | 22:40、23:10 | 22:40、23:10 | 星期六             | 22:35-23:35         | 30                  |
| 星期日及公眾假期 | 06:55、07:20 | 06:55、07:20 | 星期日及公眾假期   | 06:55、07:25        | 06:55、07:25        |
| 星期日及公眾假期 | 07:45-08:35  | 25           | 星期日及公眾假期   | 07:55、08:25        | 07:55、08:25        |
| 星期日及公眾假期 | 09:00-10:00  | 30           | 星期日及公眾假期   | 08:55-09:55         | 30                  |
| 星期日及公眾假期 | 10:30-11:30  | 30           | 星期日及公眾假期   | 10:25-11:25         | 30                  |
| 星期日及公眾假期 | 12:00-13:00  | 30           | 星期日及公眾假期   | 11:55-12:55         | 30                  |
| 星期日及公眾假期 | 13:30-14:30  | 30           | 星期日及公眾假期   | 13:25-14:25         | 30                  |
| 星期日及公眾假期 | 15:00-16:00  | 30           | 星期日及公眾假期   | 14:55-15:55         | 30                  |
| 星期日及公眾假期 | 16:30-17:30  | 30           | 星期日及公眾假期   | 16:25-17:25         | 30                  |
| 星期日及公眾假期 | 18:00-19:00  | 30           | 星期日及公眾假期   | 17:50-19:05         | 25                  |
| 星期日及公眾假期 | 19:30-20:30  | 30           | 星期日及公眾假期   | 19:35-20:35         | 30                  |
| 星期日及公眾假期 | 21:00-22:00  | 30           | 星期日及公眾假期   | 21:00               | 21:00               |
| 星期日及公眾假期 | 22:30、23:00 | 22:30、23:00 | 星期日及公眾假期   | 21:25-22:05         | 30                  |
| 星期日及公眾假期 |              |              |                    | 22:35-23:35         | 30                  |

- 藍字班次抵達英皇道後，將改經高士威道、禮頓道、軒尼詩道、金鐘道、皇后大道中，而不經清風街天橋及內告士打道。為九巴派車

690P
- 康盛花園開：
  - 星期一至五：07:25、07:38、07:47、08:02、08:15

星期六、日及公眾假期不設服務
- 註：有紅字班次為九巴派車，其餘班次為城巴派車。

## 收費
全程：$17.8
- 將軍澳隧道轉車站往中環（交易廣場）：$15.6
- 東區海底隧道轉車站往中環（交易廣場）：$12.9
- 過東區海底隧道後往中環（交易廣場）／康盛花園（只適用於690線）：$7.7
- 欣景路往康盛花園：$6.8（只適用於690線）

| - 本線設有12歲以下小童及65歲或以上長者半價優惠。 - 65歲或以上香港居民使用「樂悠咭」，以及12歲以下合資格殘疾兒童使用「殘疾人士身份」個人八達通繳付車資，均可享有每程$2.0或半價（以較低者為準）的票價優惠；12至64歲合資格殘疾人士使用「殘疾人士身份」個人八達通（包括「樂悠咭」），以及60至64歲香港居民使用「樂悠咭」繳付車資，均可享有每程$2.0或全費（以較低者為準）的票價優惠。 - 65歲或以上長者如使用長者或一般個人八達通繳付車資，則只可享有半價優惠；12至64歲合資格殘疾人士如不使用「殘疾人士身份」個人八達通，以及60至64歲人士如不使用「樂悠咭」繳付車資，必須繳付全費。 - 乘客可以現金或八達通於上車時付款，不設找續。 - 每位成人乘客可免費攜帶最多兩名4歲以下而不佔座位的兒童乘客乘車，超額之4歲以下小童必須繳付小童車費乘車。 - 持有「九巴月票」之乘客在車票有效期內，每日可享最多10程任何九龍巴士及龍運巴士路線（包括本路線，合資格車程只適用於九龍巴士／龍運巴士提供的班次；惟乘搭機場「A」及「NA」線則可享原價二七折優惠（不會計算每天10次合資格車程））；而B1線則可每日可享最多2程（不會計算每天10次合資格車程）。 - 九龍巴士、城巴、龍運巴士及陽光巴士全職員工及家屬（不包括外判職員）可免費乘搭本路線（陽光巴士員工及家屬只適用於九龍巴士提供的班次），惟必須拍職員或職員家屬八達通。 - 乘客亦可使用AlipayHK「易乘碼」、支付寶、WeChatHK／微信支付「搭車碼」、銀聯雲閃付「乘車碼」及BOC Pay「乘車碼」、具有感應式支付功能的JCB、卡美國運通、大來國際、Discover Card（只適用於九龍巴士／龍運巴士提供的班次）、VISA、Mastercard及銀聯卡，以及Apple Pay、Google Pay及Samsung Pay流動支付平台繳付車資。九巴班次的乘客使用上述付款方式，將只可享有與其他九巴路線／聯營路線九巴班次之轉乘優惠；城巴班次的乘客使用上述付款方式，將只可享有與其他城巴獨營路線或聯營線城巴班次之轉乘優惠。乘客亦不能享有「公共交通費用補貼計劃」及「長者及合資格殘疾人士公共交通票價優惠計劃」。 - 本線接受以AlipayHK「易乘碼」及銀聯雲閃付「乘車碼」繳付車資。使用此等付款方式將只可享有其他同樣接受此付款方式的路線的轉乘優惠，亦不能受惠於劃一$2票價優惠及公共交通費用補貼計劃。 |

## 八達通轉乘優惠
使用八達通卡乘搭此路線往港島方向之乘客，若於登車後150分鐘內在東區海底隧道巴士轉乘站以同一張八達通卡轉乘下列路線往港島，第二程成人票價可減收$5.0，小童／長者票價減收$2.5：
| 東隧轉乘優惠計劃路線列表 | 東隧轉乘優惠計劃路線列表 | 東隧轉乘優惠計劃路線列表 | 東隧轉乘優惠計劃路線列表 |
| 巴士公司                 | 轉乘路線                 | 出發地                   | 目的地                   |
| ------------------------ | ------------------------ | ------------------------ | ------------------------ |
| 城巴、九巴               | 302                      | 慈雲山（北）             | 上環                     |
| 城巴、九巴               | 302A                     | 慈雲山（北）             | 北角（健康村）           |
| 城巴、九巴               | 307                      | 大埔中心                 | 中環碼頭                 |
| 城巴、九巴               | 307A                     | 大埔頭                   | 上環                     |
| 城巴、九巴               | 307P                     | 大埔（汀太路）           | 天后站                   |
| 九巴                     | 373                      | 聯和墟                   | 中環（香港站）           |
| 城巴、九巴               | 601                      | 寶達                     | 金鐘（東）               |
| 城巴、九巴               | 601P                     | 寶達                     | 上環                     |
| 九巴                     | 603                      | 平田                     | 中環碼頭                 |
| 九巴                     | 603A                     | 平田                     | 中環                     |
| 九巴                     | 603S                     | 平田                     | 中環                     |
| 城巴、九巴               | 606                      | 彩雲（豐盛街）           | 小西灣（藍灣半島）       |
| 城巴、九巴               | 606A                     | 彩雲（豐盛街）           | 耀東邨                   |
| 城巴、九巴               | 606X                     | 九龍灣                   | 小西灣（藍灣半島）       |
| 城巴                     | 608                      | 九龍城（盛德街）         | 筲箕灣                   |
| 九巴                     | 613                      | 安泰（西）               | 筲箕灣                   |
| 九巴                     | 613A                     | 安泰（西）               | 杏花邨                   |
| 城巴、九巴               | 619                      | 順利                     | 中環（港澳碼頭）         |
| 城巴、九巴               | 619P                     | 順利                     | 中環（港澳碼頭）         |
| 城巴、九巴               | 641                      | 啟業                     | 中環（港澳碼頭）         |
| 城巴、九巴               | 671                      | 鑽石山站                 | 鴨脷洲（利樂街）         |
| 九巴                     | 673                      | 上水                     | 中環（香港站）           |
| 九巴                     | 673A                     | 上水                     | 中環（林士街）           |
| 九巴                     | 673P                     | 上水                     | 中環（林士街）           |
| 城巴、九巴               | 678                      | 上水                     | 銅鑼灣（東院道）         |
| 城巴、九巴               | 680                      | 利安                     | 金鐘（東）               |
| 城巴、九巴               | 680B                     | 富安花園                 | 金鐘（東）               |
| 城巴、九巴               | 680P                     | 烏溪沙站                 | 金鐘（東）               |
| 城巴、九巴               | 680X                     | 烏溪沙站                 | 中環（港澳碼頭）         |
| 城巴、九巴               | 681                      | 馬鞍山市中心             | 中環（香港站）           |
| 城巴、九巴               | 681P                     | 耀安                     | 上環                     |
| 城巴                     | 682                      | 烏溪沙站                 | 柴灣（東）               |
| 城巴                     | 682A                     | 馬鞍山市中心             | 柴灣（東）               |
| 城巴                     | 682B                     | 沙田（水泉澳邨）         | 柴灣（東）               |
| 城巴                     | 682P                     | 烏溪沙站                 | 柴灣（東）               |
| 城巴、九巴               | 690                      | 康盛花園                 | 中環（交易廣場）         |
| 城巴、九巴               | 690P                     | 康盛花園                 | 中環（交易廣場）         |
| 城巴                     | 694                      | 調景嶺站                 | 小西灣邨                 |

## 使用車輛
九巴使用3輛富豪B9TL 12米（AVBWU），均屬將軍澳車廠。和使用1輛10.6米（ATSE）
| 車隊編號 | 車牌   |
| -------- | ------ |
| AVBWU158 | PX9479 |
| AMC1     | SY4050 |
| ATSE1    | PC4053 |
| AVBWU161 | PX9722 |
| AVBWU225 | RE1213 |

城巴用車以亞歷山大丹尼士Enviro 500空調巴士（81XX-84XX）為主，有時更可能派出亞歷山大丹尼士Enviro 500空調11.3米（91XX)

## 行車路線
690(P)
康盛花園開經：林盛路、寶琳北路、佳景路、寶林公共運輸交匯處、欣景路、寶豐路、寶康路、將軍澳隧道公路、將軍澳隧道、將軍澳道、啟田道、鯉魚門道、東區海底隧道、東區走廊、民康街、英皇道、清風街天橋、維園道、告士打道、內告士打道、夏愨道、紅棉路、琳寶徑、遮打道、昃臣道、干諾道中、畢打街、康樂廣場及港景街。
平日06:00-07:20班次抵英皇道後改經高士威道、禮頓道、摩利臣山道、天樂里、軒尼詩道、金鐘道、皇后大道中、畢打街，然後返回康樂廣場原線。
690P線不經有斜體字之路段
中環（交易廣場）開經：干諾道中（東行）、支路、干諾道中（西行）、域多利皇后街、德輔道中、金鐘道、軒尼詩道、怡和街、高士威道、英皇道、民康街、東區走廊、東區海底隧道、鯉魚門道、將軍澳道、將軍澳隧道、將軍澳隧道公路、寶順路、寶琳北路、佳景路、欣景路、寶豐路、寶琳北路及林盛路。

### 沿線車站
690常規班次、690P
| 康盛花園開 | 康盛花園開                                      | 康盛花園開               | 中環（交易廣場）開 | 中環（交易廣場）開                              | 中環（交易廣場）開       |
| 序號       | 車站名稱                                        | 位置                     | 序號               | 車站名稱                                        | 位置                     |
| ---------- | ----------------------------------------------- | ------------------------ | ------------------ | ----------------------------------------------- | ------------------------ |
| 1          | 康盛花園巴士總站                                | 康盛花園巴士總站         | 1                  | 中環（交易廣場）                                | 中環（交易廣場）巴士總站 |
| 2          | 康盛花園                                        | 寶琳北路                 | 2                  | 域多利皇后街                                    | 干諾道中                 |
| 3          | 翠林邨                                          | 寶琳北路                 | 3                  | 德忌利士街                                      | 德輔道中                 |
| 4          | 寶林消防局                                      | 寶琳北路                 | 4                  | 皇后像廣場                                      | 德輔道中                 |
| 5          | 英明苑                                          | 寶琳北路                 | 5                  | 金鐘站－統一中心                                | 金鐘道                   |
| 6          | 將軍澳賽馬會診所                                | 寶琳北路                 | 6                  | 盧押道                                          | 軒尼詩道                 |
| 7*         | 浩明苑                                          | 佳景路                   | 7                  | 菲林明道                                        | 軒尼詩道                 |
| 8          | 寶林總站 （寶琳站）                             | 寶林公共運輸交匯處       | 8                  | 史釗域道                                        | 軒尼詩道                 |
| 9          | 梁潔華小學                                      | 寶豐路                   | 9                  | 杜老誌道                                        | 軒尼詩道                 |
| 10         | 茵怡花園                                        | 寶康路                   | 10                 | 灣仔消防局                                      | 軒尼詩道                 |
| 11         | 寶康公園                                        | 寶康路                   | 11                 | 百德新街                                        | 怡和街                   |
| 12         | 將軍澳隧道轉車站 （將軍澳隧道巴士轉乘站）（G3） | 將軍澳隧道               | 12                 | 維多利亞公園                                    | 高士威道                 |
| 13         | 藍田分科診所                                    | 啟田道                   | 13                 | 銀幕街                                          | 英皇道                   |
| 14         | 啟田商場                                        | 啟田道                   | 14                 | 七海商業中心                                    | 英皇道                   |
| 15         | 基孝中學                                        | 啟田道                   | 15                 | 電廠街                                          | 英皇道                   |
| 16         | 東區海底隧道轉車站（K1）                        | 東區海底隧道             | 16                 | 書局街                                          | 英皇道                   |
| 17*        | 港運城                                          | 英皇道                   | 17                 | 港運城                                          | 英皇道                   |
| 18*        | 美麗閣                                          | 英皇道                   | 18                 | 東區海底隧道轉車站（L2）                        | 東區海底隧道             |
| 19*        | 炮台山站                                        | 英皇道                   | 19                 | 藍田站                                          | 鯉魚門道                 |
| 20*        | 清風街天橋                                      | 英皇道                   | 20                 | 觀塘警署（Q1）                                  | 將軍澳道                 |
| 21*        | 景隆街                                          | 告士打道                 | 21                 | 將軍澳隧道轉車站 （將軍澳隧道巴士轉乘站）（P3） | 將軍澳隧道               |
| 22*        | 馬師道                                          | 告士打道                 | 22                 | 景林邨景榕樓                                    | 寶順路                   |
| 23*        | 史釗域道                                        | 告士打道                 | 23                 | 景林邨                                          | 寶林北路                 |
| 24*        | 柯布連道                                        | 告士打道                 | 24                 | 欣景路                                          | 欣景路                   |
| ^          | 舊灣仔警署                                      | 告士打道                 | 25                 | 英明苑                                          | 寶林北路                 |
| 25         | 分域街                                          | 告士打道                 | 26                 | 寶林邨寶仁樓                                    | 寶林北路                 |
| 26*        | 金鐘站－海富中心                                | 夏慤道                   | 27                 | 翠林邨                                          | 寶林北路                 |
| 27         | 皇后像廣場                                      | 干諾道中                 | 28                 | 康盛花園巴士總站                                | 康盛花園巴士總站         |
| 28         | 中環（交易廣場）                                | 中環（交易廣場）巴士總站 |                    |                                                 |                          |

690P線不停有 * 號之車站，並加停有 ^ 號之車站。
690特別班次
| 1                          | 康盛花園巴士總站                                | 康盛花園巴士總站         |
| 2                          | 康盛花園                                        | 寶琳北路                 |
| 3                          | 翠林邨                                          | 寶琳北路                 |
| 4                          | 寶林消防局                                      | 寶琳北路                 |
| 5                          | 英明苑                                          | 寶琳北路                 |
| 6                          | 將軍澳賽馬會診所                                | 寶琳北路                 |
| 7                          | 浩明苑                                          | 佳景路                   |
| 8                          | 寶林總站 （寶琳站）                             | 寶林公共運輸交匯處       |
| 9                          | 梁潔華小學                                      | 寶豐路                   |
| 10                         | 茵怡花園                                        | 寶康路                   |
| 11                         | 寶康公園                                        | 寶康路                   |
| 將軍澳隧道公路、將軍澳隧道 |                                                 |                          |
| 12                         | 將軍澳隧道轉車站 （將軍澳隧道巴士轉乘站）（G3） | 將軍澳隧道               |
| 將軍澳道                   |                                                 |                          |
| 13                         | 藍田分科診所                                    | 啟田道                   |
| 14                         | 啟田商場                                        | 啟田道                   |
| 15                         | 基孝中學                                        | 啟田道                   |
| 16                         | 東區海底隧道轉車站（K1）                        | 東區海底隧道             |
| 東區海底隧道;東區走廊      |                                                 |                          |
| 17                         | 港運城                                          | 英皇道                   |
| 18                         | 美麗閣                                          | 英皇道                   |
| 19                         | 炮台山站                                        | 英皇道                   |
| 20                         | 清風街                                          | 英皇道                   |
| 21                         | 香港中央圖書館                                  | 高士威道                 |
| 22                         | 加路連山道                                      | 禮頓道                   |
| 23                         | 禮頓中心                                        | 禮頓道                   |
| 24                         | 北海中心                                        | 軒尼詩道                 |
| 25                         | 軒尼詩道官立小學                                | 軒尼詩道                 |
| 26                         | 修頓球場                                        | 軒尼詩道                 |
| 27                         | 金鐘站－高等法院                                | 夏慤道                   |
| 28                         | 中銀大廈                                        | 金鐘道                   |
| 29                         | 畢打街                                          | 畢打街                   |
| 30                         | 中環（交易廣場）                                | 中環（交易廣場）巴士總站 |

## 服務狀況
在港鐵將軍澳綫啟用前，本線是將軍澳北的主要過海路線之一，客量曾處於高水平，繁忙時間更經常頂閘過海。
可是將軍澳綫通車後，由於本線除康翠外與鐵路幾乎完全重疊，即使乘搭港鐵需要在北角站轉車，但時間仍比本線快捷（此線只計算由寶琳至北角段的行車時間比鐵路長約5分鐘便不利與其競爭），使本線客量急劇下跌及大減班次，難以與昔日相比。可幸的是，本線服務的康盛花園、翠林邨均遠離鐵路車站，同時亦有不欲逼上列車的乘客選擇乘坐本線，但疏落班次令大部分康翠居民寧願乘搭小巴到寶琳站轉乘港鐵。繁忙時間客量仍然偏低，全日大部分時段「吉車遊街」，因此經常派出單層或兩軸雙層巴士行走。過去曾能夠吸引藍田啟田道沿線或以北的居民乘搭此線，但自從先後於2018年開辦603A及2019年本線減班至全日20-30分鐘一班（比前往非商業區的694線更要疏落），使靠近啟田道的乘客寧願徒步至藍田公共運輸交匯處乘搭既便宜又頻密的601、619線。即使將軍澳隧道轉車站九龍方向在2021年5月啟用並提供跨公司轉乘優惠，但由於班次疏落和港島走線緩慢，至今仍未受乘客歡迎，只有居於轉車站旁的康華苑乘客撐場。
自2014年1月19日修改往港島方向的走線後，前往銅鑼灣景隆街只需約20-30分鐘，加上當時東區走廊塞車問題嚴重，因此一度令本線早上繁忙時間的客量有所回升，足以令一輛Enviro 400（ATSE）滿座。但隨著東區走廊塞車情況改善，部分前往灣仔及中環的乘客改為乘坐特快支線690P，使本線上午繁忙時間客量大幅流失。但因為港鐵現時經常加價，吸引到部份乘客回流，所以尚有一定客源支持。
支線690P為康盛花園、翠林邨和寶林居民提供特快往灣仔及中環的服務，但受到將軍澳隧道及東區海底隧道塞車影響，仍不及港鐵快捷。不過，該線在途經啟田道後隨即駛入東隧，相比鄰近於平田開出，需繞經碧雲道及油塘的603系列路線直接，吸納了該區的客源。
2020年1月：690線繁忙時間載客率為55%至59%，非繁忙時間為25%；690P線平均載客率為70%。

## 外部連結
九巴
- 九巴690線路線資料 （页面存档备份，存于）
- 九巴690P線路線資料 （页面存档备份，存于）

城巴
- 城巴690線路線資料 （页面存档备份，存于）
- 城巴690P線路線資料 （页面存档备份，存于）

其他
- 過海隧道巴690線－i-busnet.com[永久]
- 過海隧道巴690線－681巴士總站 （页面存档备份，存于）